# 箱根登山鉄道1000形電車
箱根登山鉄道1000形電車（はこねとざんてつどう1000がたでんしゃ）は、小田急箱根（旧：箱根登山鉄道）が1981年3月から運用している旅客用電車である。
本稿では1000形全般の呼称としては「ベルニナ号」と記述し、個別の編成について記述する際には、1981年に製造された編成を「ベルニナ」、1984年に増備された編成を「ベルニナII」と記述する。また、2000形については「サン・モリッツ号」と表記する。

## 概要
45年ぶりとなる新型車両として設計され、姉妹鉄道提携を結んでいるスイスのレーティッシュ鉄道・ベルニナ線にちなんで「ベルニナ号」という愛称が設定され、1982年には鉄道友の会より「ブルーリボン賞」を授与された。1984年には1編成が増備され、2両編成×2編成となった。増備車には「ベルニナII」という愛称も公式に設定されている。

### 登場の経緯
箱根登山鉄道では、1919年6月1日の開業当時に製造したチキ1形、その後1927年と1935年に増備したチキ2形・チキ3形によって鉄道線の運行を行っていた。1979年には鉄道線開通から60周年となったことを記念し、鉄道線の建設にあたって参考としたベルニナ線を運行するレーティッシュ鉄道と姉妹鉄道提携を結んだ。
一方、1970年代に入ってからモータリゼーションが進展、公共交通機関は影響を受けることになった。箱根を経由する国道1号は幹線でありながらカーブの多い山岳道路であり、観光客を乗せたマイカーが特定の道路に集中することによる渋滞がみられるようになった。しかし、これによって自動車部門が定時性の確保が困難となるなどの打撃を受けたのに対し、時間の正確な登山電車は逆に見直されることになった。
こうした環境の下、チキ2形・チキ3形が1935年9月に増備されて以来、約45年ぶりとなる新型車両として登場したのが本形式「ベルニナ号」である。

## 車両概説
本節では、登場当時の仕様を記述する。変更については沿革で後述する。
「ベルニナ号」は全長15mの車両による2両編成が製造された。全て先頭車となる制御電動車で、形式はクモハ1000形である。車両番号については、巻末の編成表を参照。

### 車体
車体長13,800mm・全長14,660mmで、車体幅2,520mm・全幅2,580mmの全金属製車体である。屋根・側面・連結面の外板には耐蝕性鋼板を採用した。乗降の容易化を図るため、床面の高さは軌条面から1,128mmとそれまでの車両より低くし、乗降口のステップを廃止した。
正面は非貫通型3枚窓で、視界を広げるために窓ガラスは大きく広げ、窓柱は細くした。中央の運転士席窓の上部に方向幕を設置したほか、前照灯は左右の窓上部に内蔵させた。側面客用扉は各車両とも片開き扉2箇所とし、扉の幅は1,000mm幅とした。側面窓は眺望に配慮してバランサーつきの1段下降窓で、窓の下辺は床面からの高さを750mmとし、座席に座った子供でも外が眺められるようにした。連結面側は半径30mのカーブを通過する際に危険なため貫通路は設けず、非貫通の2枚窓とした。

### 内装
座席は客用扉間がクロスシート、車端部がロングシートで、クロスシート部分には転換式腰掛を採用した。座席のモケットはオレンジ色とした。座席上部にはステレンレスパイプの荷物棚を設けたほか、ロングシート端にはスタンションポール（握り棒）を設置した。
室内の配色は、天井は白色、側壁の内張りは明るい木目柄とした。床についてはリノリウム張りとし、通路部分をベージュ、それ以外の部分をオリーブグリーンとした。車内の照明装置は交流200V仕様の40W蛍光灯10本と直流100V仕様の40W蛍光灯2本で、直流蛍光灯は非常灯と兼用である。冷房装置は装備せず、各車両に横流ファン（ラインフローファン）を6台設置した。

### 主要機器

#### 乗務員室
運転士が乗務する乗務員室（運転室）は中央運転席とし、運転席の座席は客室との仕切り扉に直接バケットシートを取り付けた。運転台コンソールはデスクタイプとし、中央に計器盤を配し、各種スイッチ類をその手前に配置した。計器盤の周囲はつや消し黒、それ以外の部分はつや消しの濃い茶色として、視認性の向上を図った。運転台は2ハンドル仕様で、左側のハンドルは主幹制御器と電気制動（マスコンハンドル）、右側のハンドルが制動制御器（ブレーキハンドル）で、いずれも直線方向（前後方向）に扱う仕様である。両方同時にハンドルを離すとデッドマン装置が作動する。

#### 電装品・台車
電装品については、蓄電池については奇数番号の車両に、低圧電源用のインバータ装置については偶数番号の車両に設けているが、それ以外の機器は全て各車両に搭載した。これは電装品の故障時においても、回路を切り離したうえで車庫まで運転できるように、非常時に単車での力行運転も可能としたためで、2両編成ではあるが固定編成とはなっていない。
鉄道線の架線電圧は、小田原駅と箱根湯本駅の間が直流1,500V、箱根湯本駅と強羅駅の間は直流600V（登場当時）であるため、箱根湯本駅構内にデッドセクションが設けられている。在来車両では手動で切り替えを行っていたが、「ベルニナ号」では電圧検出継電器という装置を使用し、主回路や補助回路を自動的に切り替えできるようにした。設計上は750Vにも対応している。
主電動機は東洋電機製造の直流直巻電動機であるTDK-8150-A型（端子電圧375V、定格電流285A、出力95kW）を採用し、各車両に4基ずつ搭載した。駆動装置は中空軸撓み板継手平行カルダン方式で、歯数比は78:13=6.0である。主制御器は東京芝浦電気（当時）のPE36-A型を各車両に搭載した。信頼性と保守の容易さを考えて、1台で4基の電動機の制御を行い（1C4M）、主回路接続は4つの電動機を全て直列に接続する方式（永久4S）とした。制御段数は力行13段・抑速電制13段である。
台車は半径30mの急曲線を通過するため、軸間距離1,800mm・車輪径860mmのボックスペデスタル式コイルばね台車である東急車輛製造のTS-330形を採用した。

#### ブレーキ装置
ブレーキ（制動装置）は応荷重機構付電空併用電気指令式電磁直通制動のHRD-1形を採用した。応荷重機構は定員の150%まで一定の加減速度が保たれる。基礎ブレーキ装置は1台車2シリンダー方式のクラスプ式（両抱え式）で、制輪子は鋳鉄製である。空転・滑走を自動的に検知する機構を設けており、空転が発生したことを知らせるランプを運転台に設けた。また、空転発生時には速度制限スイッチを押しながら再力行をすることにより、微弱なブレーキがかかった状態となって車輪の回転を抑える再粘着機構を装備した。主抵抗器は屋根上に設置した。
これらのブレーキ装置とは別系統の保安ブレーキとして、レール圧着ブレーキを装備した。これは台車の中央下部に直径350mmのシリンダー2個を設置し、運転台からのスイッチ操作により圧縮空気によってカーボランダムシューをレール上面に押し付けるもので、箱根登山鉄道では全車両に装備されている特殊なブレーキである。

#### その他機器
補助電源装置は、偶数番号の車両に7kVAの静止形インバータ (SIV) を搭載した。電動空気圧縮機 (CP) は、すべての車両に1台ずつ搭載した。集電装置（パンタグラフ）は各車両の屋根上に、PT1000S-M形下枠交差式パンタグラフを設置した。B1編成については2019年更新工事にてシングルアーム式に交換されている。編成両端の連結器については住友金属工業のKS22-C形密着連結器を採用した。
このほか、箱根登山鉄道では急曲線で撒水を行うため、「ベルニナ号」でも各車両車端部に容量360lの水タンクを設置し、運転士の操作により急曲線で撒水を行うようにした。

## 沿革
1981年3月17日から「ベルニナ」が運用を開始した。登場当初はモハ1・モハ2形などと同様に小田急ロマンスカーSE車をイメージした塗装で、運用開始後しばらくは限定された運用に入っており、毎月1日と16日には入生田車庫で検査を行っていた。1982年には鉄道友の会より第25回ブルーリボン賞受賞車両に選定された。
| 「サン・モリッツ号」と同じデザインに変更された「ベルニナII」 |  | レーティッシュ鉄道の車両と同じデザインに変更された「ベルニナII」 |  | 登場当時のデザインに戻された「ベルニナII」 |
| 「サン・モリッツ号」と同じデザインに変更された「ベルニナII」 |  | レーティッシュ鉄道の車両と同じデザインに変更された「ベルニナII」 |  | 登場当時のデザインに戻された「ベルニナII」 |

この時点では旧型車両の廃車はなかったが、1984年10月15日には1編成が増備されて「ベルニナII」として運用を開始、これに伴い同年11月にはモハ3形113号・115号が運用から外れた。
1989年に「サン・モリッツ号」が導入された後の同年10月から11月にかけて、「ベルニナ」「ベルニナII」ともに、「サン・モリッツ号」と同様のHiSE車をイメージした塗装デザインに変更された。
2002年には「ベルニナII」がレーティッシュ鉄道の車両と同じ塗装デザインに変更され、同年6月22日から新塗装での運行を開始した。2004年には「ベルニナ」「ベルニナII」ともに冷房化改造が行われたが、「ベルニナ号」は補助電源装置の容量が小さく、冷房用電源の確保が難しかった。そこで、大容量の電源装置を装備する「サン・モリッツ号」の中間車を連結することによって冷房用の電源を確保することとなり、客室内に床置き式冷房装置を搭載した。また、これと同時に、非貫通構造だった連結面側に「サン・モリッツ号」同様の非常用貫通扉を設置したほか、転換クロスシートは固定クロスシートに変更され、客用扉の室内側上部にドアチャイムとLED式車内案内表示器を設置、室内の配色の変更などの改造が行なわれた。改造された車両は2004年4月24日から運用を開始し、以後「ベルニナ号」は2編成とも3両固定編成として運用されることになった。
2008年には箱根登山鉄道が前身の小田原馬車鉄道として創業してから120周年を迎えることを記念して、「ベルニナII」が登場当時の塗装デザインに復元された。同年3月15日より登場当時のデザインでの運用を開始、120周年イベントにも活用された。

## 編成表
凡例Mc …制御電動車、M …電動車、CON…制御装置、SIV…補助電源装置、CP…電動空気圧縮機、PT…集電装置

### 2両編成（冷房改造前）
|          | ← 出山・上大平台/小田原・大平台・強羅 → |               |
| 形式     | クモハ1000                              | クモハ1000    |
| 区分     | Mc                                      | Mc            |
| 車両番号 | 1002 1004                               | 1001 1003     |
| 自重     | 35t                                     | 34.5t         |
| 搭載機器 | CON,SIV,CP,PT                           | CON,SIV,CP,PT |
| 定員     | 107                                     | 107           |

### 3両編成（冷房改造後）
|          | ← 出山・上大平台/小田原・大平台・強羅 → |           |            |
| 形式     | クモハ1000                              | モハ2200  | クモハ1000 |
| 区分     | Mc                                      | M         | Mc         |
| 車両番号 | 1002 1004                               | 2201 2202 | 1001 1003  |